# Ernst von Bayern (1500–1560)

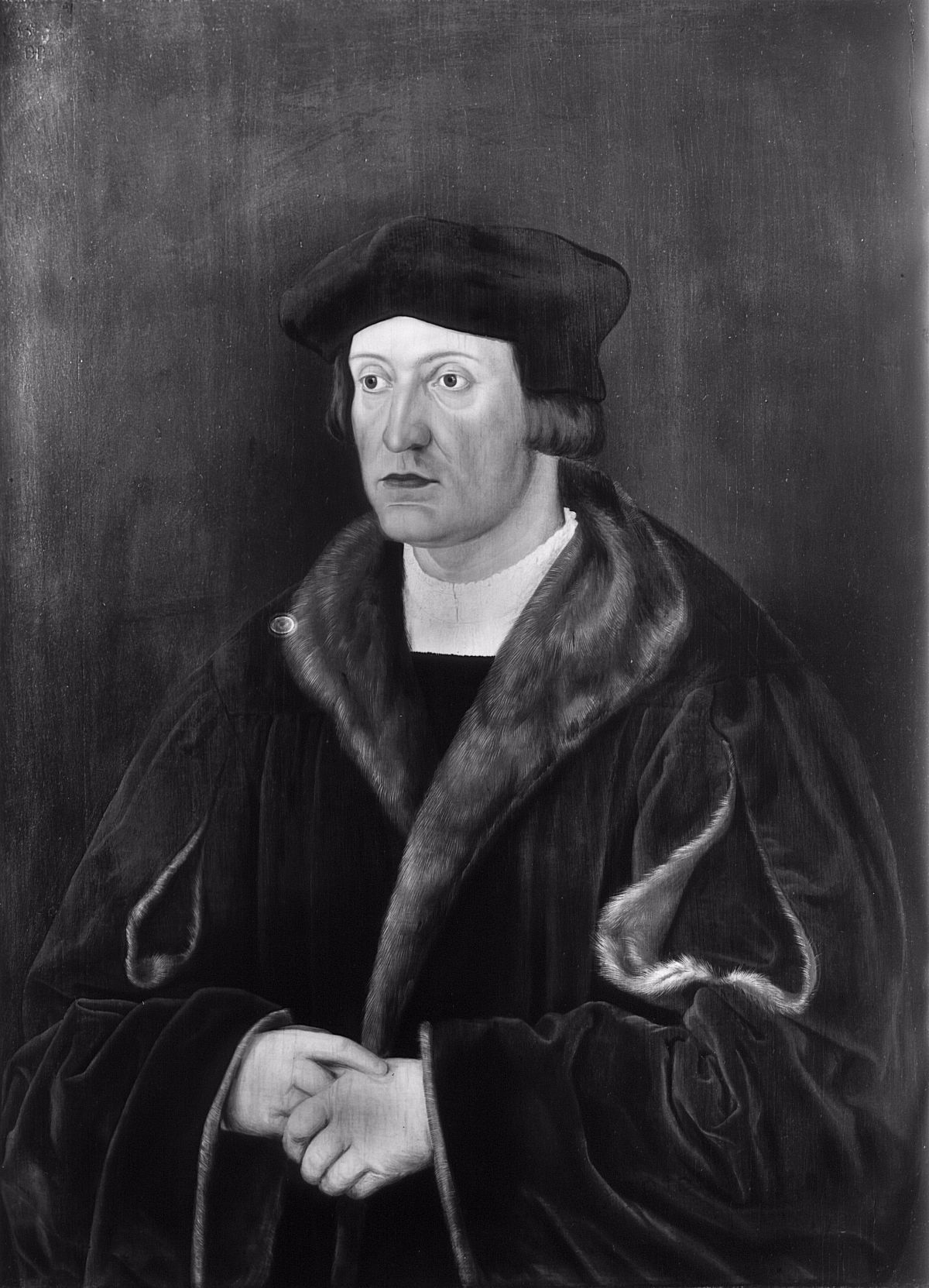
Ernst von Bayern (1500–1560), Porträt von Barthel Beham

Ernst Herzog von Bayern (* 13. Juni 1500 in München, Herzogtum Bayern; † 7. Dezember 1560 in Glatz, Königreich Böhmen) war Administrator von Passau und von Salzburg sowie Pfandherr der Grafschaft Glatz und Graf von Glatz.

## Herkunft und Ausbildung
Ernst entstammte dem bayerischen Adelsgeschlecht der Wittelsbacher. Er war der dritte Sohn des Herzogs Albrecht IV. von Bayern-München und dessen Frau Kunigunde, Tochter des römisch-deutschen Kaisers Friedrich III.
1506 erließ Albrecht ein Primogeniturgesetz, mit dem Bayern möglichst ungeteilt bleiben sollte. Das hatte zur Folge, dass seine beiden jüngeren Söhne Ludwig und Ernst von der Regierung ausgeschlossen wurden. Ernst wurde deshalb von seinen Eltern für den geistlichen Stand bestimmt. Nachdem der Vater 1508 gestorben war, wurde der Geschichtsschreiber und bayerische Hofhistoriograph Johannes Aventinus mit der Erziehung von Ernst betraut. Mit ihm unternahm Ernst Reisen nach Italien, wo er in Pavia auch Vorlesungen des berühmten Juristen Jason Magnus hörte. Zusammen mit Johann von Malentein, dem späteren Bischof von Seckau, unternahm Ernst Reisen nach Paris und nach Sachsen.
1515 immatrikulierte sich Ernst an der Universität Ingolstadt. Dort wurde er bald Mitglied der von Aventinus gegründeten Sodalitas Ingolstatiensis, einer literarischen Gesellschaft, die durch den Humanisten Conrad Celtis angeregt worden war.

### Administrator von Passau
Mit Unterstützung des Kaisers Maximilian I. gelang es 1514 den Brüdern Wilhelm und Ludwig, Ernst zum Koadjutor des Passauer Bischofs Wiguleus Fröschl von Marzoll durchzusetzen. Die päpstliche Bestätigung erfolgte am 28. Januar 1517.
Obwohl Ernst keine höheren Weihen empfangen hatte, wurde er nach dem Tod des Bischofs Fröschl 1517 zum Administrator des Fürstbistums Passau bestellt. Trotzdem gab er seine Ansprüche auf die Mitregentschaft im Herzogtum Bayern nicht auf. Seine Erbansprüche wurden von Erzherzog Ferdinand I. unterstützt. Schließlich gelang mit dem Linzer Vertrag von 1534 eine Einigung und Aussöhnung zwischen den Herrscherhäusern Habsburg und Wittelsbach. 1536 erfolgte der Erbverzicht durch Ernst. Daraufhin erhielt er eine Abfindung von 275.000 Gulden.
Als Passauer Administrator wandte sich Ernst gegen die Anhänger Luthers und gegen die Täufer. 1522 nahm er an der Provinzialsynode in Mühldorf und 1527 an der Salzburger Konferenz teil. 1524 schloss er sich dem Bund süddeutscher Bischöfe mit den Herzögen von Bayern und dem Erzherzog Ferdinand an, um das Wormser Edikt durchzusetzen. Auf Ernsts Veranlassung wurde 1527 der Reformator Leonhard Kaiser an die weltliche Gewalt ausgeliefert und in Schärding, damals Teil des Rentamts Burghausen, auf dem Scheiterhaufen verbrannt. 1530 war Ernst beim Augsburger Reichstag, 1532 beim Regensburger Reichstag anwesend.
Als Unternehmer beteiligte sich Ernst an böhmischen Bergwerken und am Handel mit Edelmetallen. Er führte Transaktionen nach Wien, Prag, Leipzig und Antwerpen durch und unterhielt enge Beziehungen zu den süddeutschen Handelsstädten.

### Administrator von Salzburg

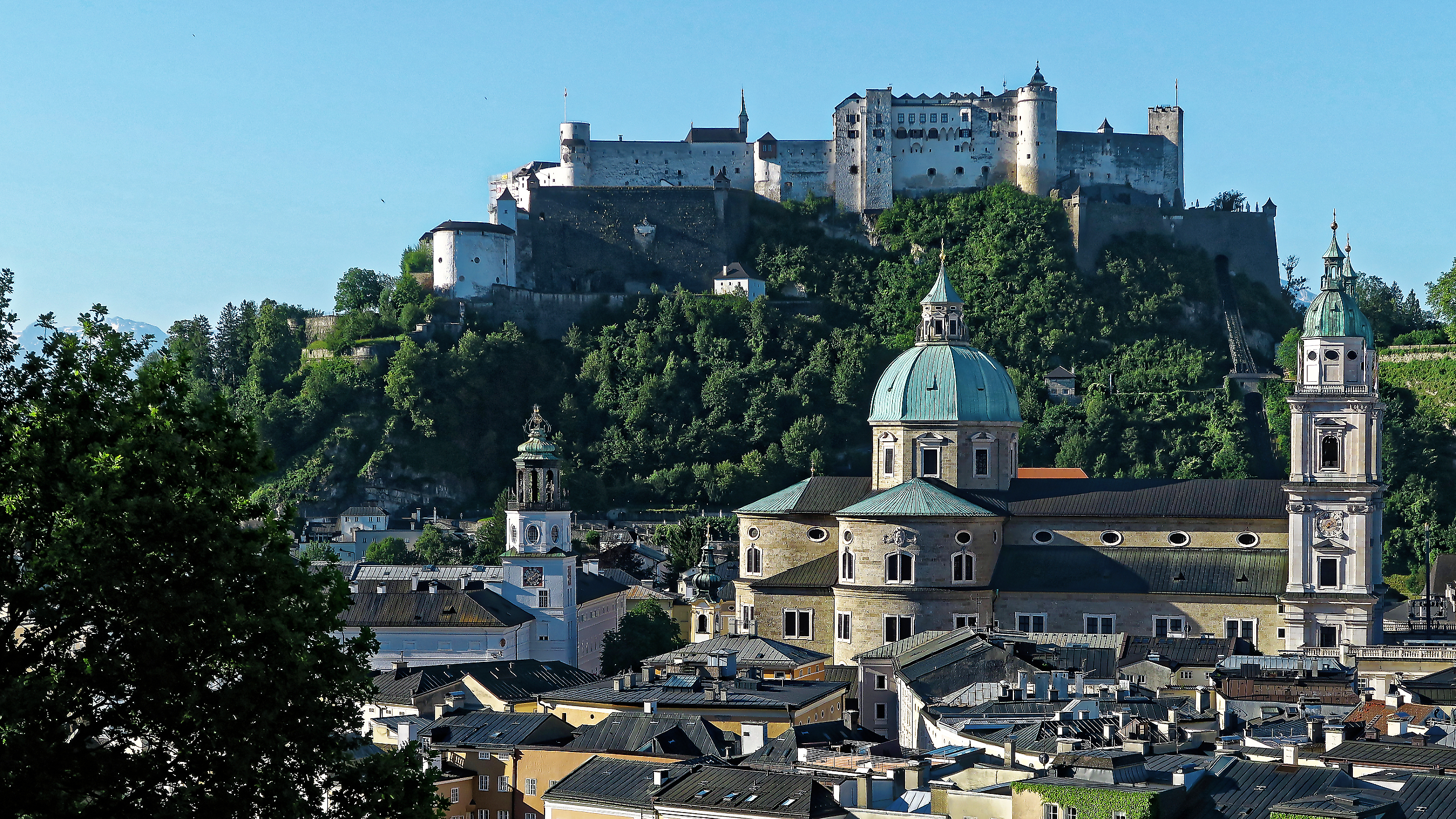
Salzburg

Entsprechend einer Vereinbarung von 1516 bemühten sich die Brüder Wilhelm und Ludwig, für Ernst die Regierungsübernahme des Erzbistums Salzburg sicherzustellen. Schon 1525 schlossen sie mit dem Salzburger Domkapitel einen Vertrag, wonach Ernst als Entschädigung für die bayerische Hilfe im Bauernkrieg Koadjutor des Salzburger Erzbischofs werden sollte. Obwohl Ernst vom Domkapitel am 27. September 1526 für dieses Amt vorgeschlagen wurde, verweigerte der Papst seine Zustimmung. Um eine neuerliche Koadjutorwahl zu ermöglichen, gab Ernst Anfang 1540 die Administration des Bistums Passau auf.
Nach dem Tod des Salzburger Bischofs Matthäus Lang von Wellenburg wurde Ernst vom Domkapitel am 21. April 1540 als Administrator von Salzburg gewählt. Mit der päpstlichen Bestätigung vom 21. Mai des Jahres wurde die Auflage verbunden, dass sich Ernst binnen zehn Jahren zum Priester weihen lassen oder andernfalls das Erzbistum wieder aufgeben müsse. Am 12. Oktober 1540 nahm er das Bistum in Besitz.
Auch in Salzburg zeigte Ernst gegenüber den protestantischen Strömungen im Land eine milde Haltung. Dabei mag das Verständnis für die geistigen und sozialen Ursachen der Reformation eine Rolle gespielt haben. Zu einer geistigen und geistlichen Erneuerung des Katholizismus trug er wenig bei, erkannte jedoch die gesellschaftliche und wirtschaftliche Entwicklung seiner Zeit. 1541 nahm er am Regensburger Reichstag teil, 1544 und 1553 hielt er Provinzialsynoden ab. Als guter Wirtschafter ordnete er die Landesfinanzen neu und führte Verwaltungsreformen durch.
Wie schon in Passau galt seine Vorliebe den wirtschaftlichen Unternehmungen. Er engagierte sich im alpinen Bergbau, im Vieh- und Getreidehandel sowie im Münzhandel.
Auch als designierter Erzbischof hatte Ernst die Annahme der höheren Weihen stets hinausgezögert. Noch in seinem Testament vom 25. September 1550 erklärte er, dass er niemals beabsichtigt habe, Priester zu werden. Wiederholt suchte er beim Papst um Dispens von den höheren Weihen an, die ihm jedoch 1554 endgültig verweigert wurde. Der Papst stellte ihn vor die Wahl, sich unverzüglich weihen zu lassen oder zurückzutreten. Ernst entschied sich am 16. Juli 1554 für den Rücktritt. Danach beschloss das Salzburger Domkapitel, dass fortan kein Angehöriger der bayerischen oder österreichischen Herrscherfamilie das fürsterzbischöfliche Amt mehr übernehmen dürfe. Nachfolger wurde Michael von Kuenburg.

### Pfandherr der Grafschaft Glatz

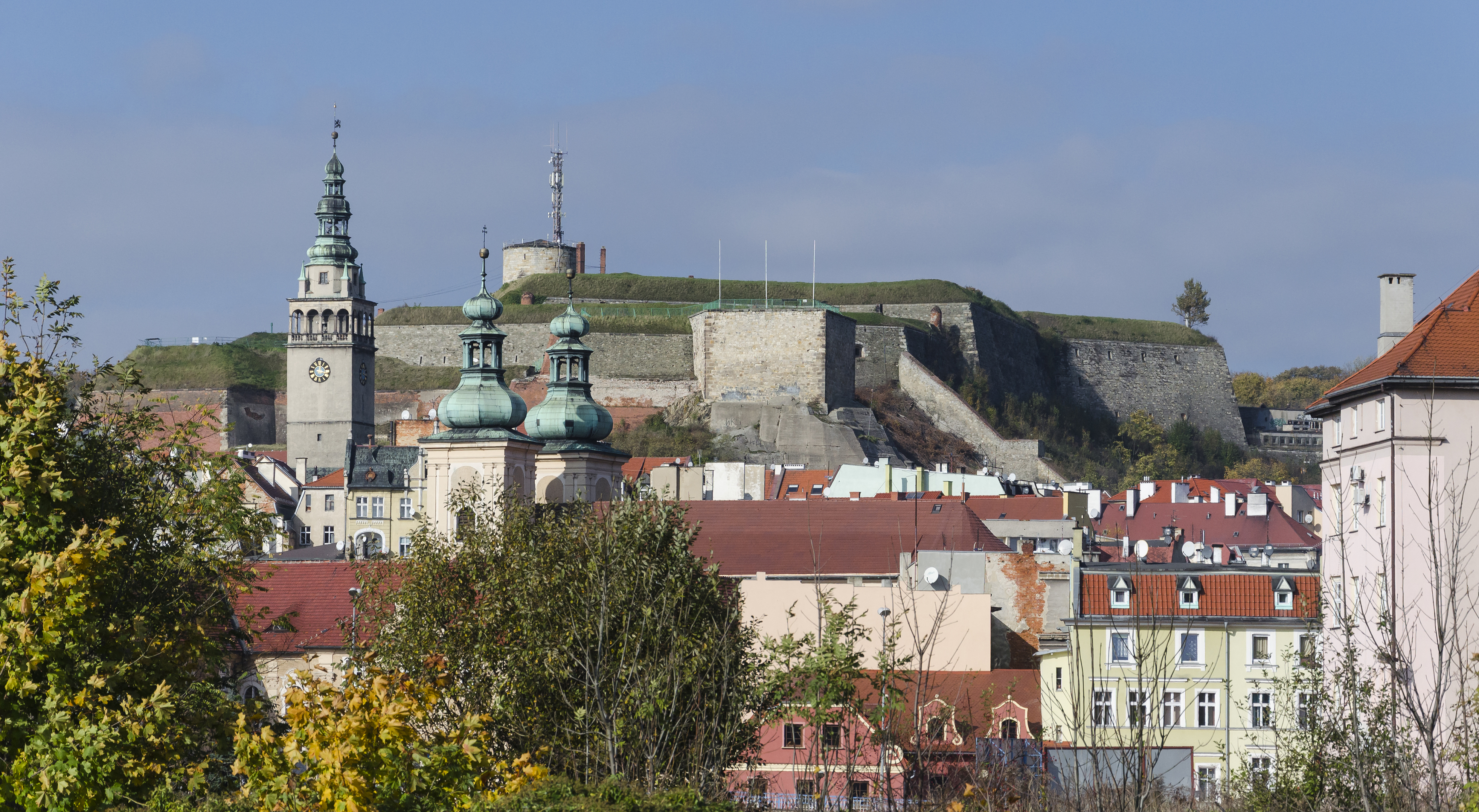
Festung Glatz

Nachdem sich schon länger das Scheitern seiner geistlichen Karriere abzeichnete, erwarb Herzog Ernst von Johann von Pernstein 1549 die damals unmittelbar zu Böhmen gehörende Grafschaft Glatz. Mit ihr zusammen erwarb er die Herrschaft Hummel, die er am 10. Dezember 1549 an seinen Sohn Eustach verlieh. Dieser wurde 1550 vom Papst Julius III. als adliger Nachkomme Ernsts legitimiert. Bereits 1546 war Ernst von den böhmischen Landständen als Landsasse aufgenommen worden.
In Glatz, wo sich Ernst 1556 endgültig niederließ, nahm er seine ehemaligen wirtschaftlichen und unternehmerischen Aktivitäten nicht wieder auf. Ab 1556 erwarb er die Besitzungen Reichenau, Solnitz, Pottenstein und Lititz in Ostböhmen. Sie lagen an der südwestlichen Grenze zum Glatzer Land im Adlergebirge und gehörten zum altböhmischen Königgrätzer Kreis. Die Glatzer Verwaltung reformierte Ernst mit qualifizierten Beamten, die er aus Salzburg und Bayern mitgebracht hatte. 1557 wurde das Glatzer Schloss, auf dem er residierte, vom Hofarchitekten Lorenz Krischke im Renaissancestil umgebaut, das untere Schloss, das auch als „Niederschloss“ bezeichnet wurde, errichtet und die ältere Festung um mehrere Gebäude erweitert. Da ihm zugleich mit der Verpfändung auch das Privileg über die Glatzer Münze verliehen wurde, ließ er dort Münzen prägen, die auf einer Seite den Böhmischen Löwen zeigen, während die andere Seite mit den Wappen der Pfalz, Baierns und der Grafschaft Glatz verziert ist.
Obwohl er kein kirchliches Amt mehr innehatte, setzte er sich für die Gegenreformation ein. 1558 berief er zusammen mit Kaiser Ferdinand I. eine Kommission ein, die den Religionszustand in der Grafschaft, vor allem den Glaubensstand der Geistlichen prüfen sollte. Der entsprechende Fragenkatalog wurde von den Zisterzienseräbten Johannes von Grüssau und Leonhard II. Paumann von Fürstenfeld erstellt. Der Kommission gehörten außerdem u. a. an: Der Administrator des Erzbistums Prag, der Burggraf der Prager Altstadt, der Propst von Heiligkreuz in Breslau, ein Vertreter der Johanniterkommende Glatz sowie der Archidiakon Magister Christophorus Naetius, der den Untersuchungsbericht verfasste.
Ernst von Bayern starb am 7. Dezember 1560 in Glatz. Sein Leichnam wurde zunächst in einer Gruft im Augustiner-Chorherrenstift beigesetzt. Auf dem Grabstein, mit dem die Gruft verschlossen wurde, befand sich folgende Inschrift:
ANNO DOMINI 1560 DEN SECHS

TEN TAG DES MONATS DECEMBRIS

IST ALLHIE IN GOT VERSCHIE

DEN DER DURCHLEUCHTIG HO

CHGEBORN GERECHT UND CATH

OLISCH FVRST UND HERR HERR

ERNST PFALLNTZGRAF BEY RHEIN

HERTZOG IN OBERN UND NIEDERN B

AYRN 29. INNHABER DER GRAFSCHAFT

GLATZ DEM GOT GENEDIG SEY
Unterhalb der Inschrift befand sich das Wittelsbachische Wappen.
1569 wurde der Leichnam des Herzogs Ernst nach München überführt, wo er in der Wittelsbacher Gruft der Frauenkirche seine letzte Ruhestätte fand. Die ehemalige Grabplatte verblieb im Glatzer Augustiner-Chorherrenstift. Nach dessen Zerstörung 1622 gelangte sie in die Marienkapelle (Heidenkirchlein) auf dem Schlossberg. Als die Grafschaft Glatz mit dem Hubertusburger Frieden 1763 an Preußen fiel, wurde das Schloss zur Festung Glatz umgebaut. Die Grabplatte wurde 1771 in die Innenwand des damals errichteten Donjons neben dem Torweg eingemauert.
Ernsts Bemühungen, die Bewohner des Glatzer Landes zum katholischen Glauben zurückzuführen, war kein bleibender Erfolg beschieden. Die Pfandschaft über die Grafschaft Glatz erbte sein Neffe Herzog Albrecht V., der sie 1567 an den böhmischen Landesherrn Maximilian II. verkaufte.

## Privatleben und Nachkommenschaft
Bereits als Administrator von Passau war Herzog Ernst eine geheime Ehe mit Margareta von Plauenstein eingegangen. Mit ihr zeugte er den Sohn Eustachius und die Tochter Brigitta, letztere verstarb unverheiratet. Eustachius erhielt auf Ansuchen seines Vaters ein Adelsdiplom und nannte sich von Landsfried nach dem Schloss Landfried in der Grafschaft Glatz, das ihm sein Vater am 10. Dezember 1549 übertragen hatte. Auf Ersuchen seines Vaters wurde er von Kaiser Karl V. als „Eustach von Landfried“ geadelt und 1550 vom Papst Julius III. als adliger Nachkomme Ernsts legitimiert. Nach Ernst Tod 1560 verkaufte Eustach die Hummelherrschaft an Ernst Gelhorn von und zu Alten Greckau und Roge. Über seine weitere Nachkommenschaft ist nichts bekannt.
Nach dem Ableben der Margareta von Plauenstein war die nächste Lebensgefährtin des Herzogs eine Clara Perger, mit der er einen Sohn namens Mansuetus zeugte. Dieser blieb ledig, weitere Angaben über ihn sind nicht bekannt.
Die Nachfolgerin der Perger war die Münchnerin Christine Schwarz. Mit dieser hatte er den Sohn Justinian, eine Tochter Justiniana und einen weiteren Sohn Justus. Justiniana heiratete einen gewissen Giurra, der Sohn Justus blieb ledig, Justinian von Peilnstein hatte noch einen Sohn Hans Georg, der aber kinderlos blieb. Justinian studierte 1561 mit seinem Bruder Justus an der Universität Ingolstadt und 1563–1565 an der Universität Bologna. Als Haushofmeister war ihnen Hermann von Plaß zugewiesen. Er wurde Hofjunker bei seinem Cousin Albrecht V., erhielt die Edelmannsfreiheit auf Peilnstein und zudem die Hofmarken Miltach und Tragenschwand. Justinian von Peilnstein war mit einer geborenen Geböck von Arnbach verehelicht.
Nach dem Tod des Justinian († 1591) zog seine Witwe mit den beiden unmündigen Kindern Hans Georg und Marianne Katharina nach Pfreimd in der Gefürsteten Landgrafschaft Leuchtenberg. Sie suchte mehrmals um ein „Gnadengeld“ an, was ihr aber verwehrt wurde. Die beiden Vormünder ihrer Kinder Matthäus Jettinger von Chameregg, Landrichter zu Kötzting, und Georg Viktor Stöckl, Pfleger auf Mitterfels waren vor allem darauf bedacht, die angehäufte Schuldenlast abzutragen.
Marianne Katharina heiratete 1610 den Junker Hans Christoph Pullinger zu Dintzhausen, herzoglicher Verwalter zu Gossersdorf. Dieser hatte sich ausbedungen, dass das Erbe seiner Frau bei einem Verkauf von Miltach vorrangig an ihn gehen sollte.
Hans Georg heiratete 1599 gegen den Willen seiner Vormünder Maria, die Tochter des Ludwig Poyßl zu Albershof und Haselstein. Erst 1604 erhielt er die Güter seines Vaters Peilnstein, Tratenschwand und Miltach. Er lag mit seinen Untertanen und Nachbarn hauptsächlich wegen Geldangelegenheiten in Streit. Der Verkauf von Miltach konnte die Schuldenlast etwas reduzieren. 1622 ist er, immer noch in Rechtshändel verwickelt, verstorben. Von seinem Sohn ist nichts mehr zu hören, d. h. dieser dürfte in dieser Zeit ebenfalls verstorben sein. Hans Georg und sein Vater Justinian von Peilnstein waren trotz der Maßnahmen der bayerischen Herzöge gegen die Reformation Anhänger des Protestantismus.